# リトケ島
リトケ島(リトケとう、ロシア語: Остров Литке)は北極海の一部であるバレンツ海に位置するロシア連邦領ゼムリャフランツァヨシファにある島である。1874年にオーストリア＝ハンガリー帝国の探検家、ユリウス・フォン・パイアーにより発見された 。